# Fontenay-près-Vézelay
Fontenay-près-Vézelay é uma comuna francesa na região administrativa de Borgonha-Franco-Condado, no departamento de Yonne. Estende-se por uma área de 15,8 km². Em 2010 a comuna tinha 138 habitantes (densidade: 8,7 hab./km²).